# Hillsboro (Indiana)
Hillsboro es un pueblo ubicado en el condado de Fountain en el estado estadounidense de Indiana. En el Censo de 2010 tenía una población de 538 habitantes y una densidad poblacional de 663,65 personas por km².

## Geografía
Hillsboro se encuentra ubicado en las coordenadas 40°6′32″N 87°9′27″O / 40.10889, -87.15750. Según la Oficina del Censo de los Estados Unidos, Hillsboro tiene una superficie total de 0.81 km², de la cual 0.81 km² corresponden a tierra firme y (0%) 0 km² es agua.

## Demografía
Según el censo de 2010, había 538 personas residiendo en Hillsboro. La densidad de población era de 663,65 hab./km². De los 538 habitantes, Hillsboro estaba compuesto por el 96.1% blancos, el 0.19% eran afroamericanos, el 0.74% eran amerindios, el 0% eran asiáticos, el 0% eran isleños del Pacífico, el 1.86% eran de otras razas y el 1.12% pertenecían a dos o más razas. Del total de la población el 5.39% eran hispanos o latinos de cualquier raza.